# Абсолютна влада (фільм, 1997)
«Абсолютна влада» (англ. «Absolute Power») — американський кінофільм-трилер 1997 року, знятий режисером Клінтом Іствудом, він же виконав головну роль.

## Сюжет
Лютер Вітні — професійний злодій. Він йде на останню «справу», і розраховує назавжди залишити свою діяльність. Вітні забрався в розкішний особняк знаменитого філантропа Саллівана. Але в цей момент в спальню увійшли чоловік і жінка. Жінка — Крісті, дружина Саллівана, чоловік — президент Сполучених Штатів Аллен Річмонд. Вітні сховався і спостерігав, як любовний флірт переріс в боротьбу. Президент проявив схильність до садизму, а Крісті взялася за ніж для різання паперу і поранила партнера. У спальню увірвалися охоронці і застрелили Крісті. Вони вирішують приховати те, що сталося, представивши все так, ніби жінка була вбита злодієм. Після зачистки слідів в кімнаті вони забувають про ніж. Вітні забирає його, але агенти повертаються і виявляють Вітні, але йому вдається втекти. Поліція розслідує вбивство і розкривається багато неузгодженостей, які виявляє слідчий Сет Френк, підозрюючи що все не так, як виглядає. Френк підозрює Вітні в причетності до злочину, але не вважає, що саме він став вбивцею. Вітні намагається покинути місто, але коли він дізнається, наскільки корумпований і аморальний Річмонд, він вирішує пограти в інтелектуальні ігри з ним і його людьми. У той же час Річмонд бажає, щоб Вітні замовк назавжди.

## У ролях
| Актор           | Роль                    |
| --------------- | ----------------------- |
| Клінт Іствуд    | Лютер Вітні             |
| Джин Гекмен     | Президент Аллен Річмонд |
| Ед Гарріс       | Сет Франк               |
| Лора Лінні      | Кейт Вітні              |
| Скотт Гленн     | Білл Бертон             |
| Денніс Гейсберт | Тім Коллен              |
| Джуді Девіс     | Глорія Расселл          |
| Е. Г. Маршалл   | Волтер Салліван         |
| Мелора Гардін   | Крісті Салліван         |
| Кеннет Велш     | Сенді Лорд              |
| Пенні Джонсон   | Лаура Саймон            |
| Річард Дженкінс | Майкл Маккарті          |
| Марк Марголіс   | Ред Бредсфорд           |

## Касові збори
За перший вікенд фільм зібрав $16,8 млн. Загалом у домашньому прокаті фільм заробив $50,1 млн при виробничому бюджеті у $50 млн.